# Planorbella scalaris
Planorbella scalaris är en snäckart som först beskrevs av Jay 1839.  Planorbella scalaris ingår i släktet Planorbella och familjen posthornssnäckor. IUCN kategoriserar arten globalt som livskraftig. Inga underarter finns listade i Catalogue of Life.